# 1859 في إيطاليا
فيما يلي قوائم الأحداث التي وقعت خلال عام 1859 في إيطاليا.

## أحداث
- 24 يونيو – معركة سولفرينو

## مواليد

### فبراير
- 27 فبراير – جوليو تشيزاري تاسوني سياسي إيطالي.

### ديسمبر
- 22 ديسمبر – جاكومو بوتشيني ملحن إيطالي.

## وفيات

### مايو
- 4 مايو – ميشيل ميديشي (مواليد 1782)
- 11 مايو – الأرشيدوق يوحنا النمساوي (مواليد 1782)
- 22 مايو – فرديناندو الثاني ملك الصقليتين (مواليد 1810) سياسي إسباني.